# Sidney (New York)
Pour les articles homonymes, voir Sidney.
Sidney est une ville (town) du comté de Delaware dans l'état de New York située sur la rive gauche de la Susquehanna.
En 2010 la population était de 5 774 habitants
Son nom a été attribué en 1801 en l'honneur de l'amiral britannique Sidney Smith.